# Карбуратор
Карбуратор је уређај на бензинском мотору који припрема мешавину бензина и ваздуха потребну за рад мотора. Помоћу карбуратора се такође управља снагом мотора.
У карбуратору се распршује бензин и меша са ваздухом у одређеном односу, који варира у зависности од режима рада мотора. Тако је на пример смеша богатија бензином у тренутку убрзавања, при покретању (паљењу) мотора, при пуном гасу и при раду мотора на слободном ходу. У карбуратору постоје разни уређаји који омогућавају промену односа бензина и ваздуха. Основни део карбуратора је вентуријева цев, која омогућава одржавање приближно константног односа бензина и ваздуха. Остали уређаји омогућавају обогаћивање смеше по потреби. Снага мотора се контролише регулацијом количине смеше која се допрема мотору.
Старији карбуратори су радили искључиво на принципима динамике флуида, док се код новијих карбуратора појављују електронски контролисани уређаји за корекцију рада.
У новије време карбуратори су скоро у потпуности потиснути електронским системима за убризгавање горива чиме се постиже боља контрола смеше потребне за рад мотора, а тиме и мање загађење и економичнији рад мотора.